# 오다 에리나
오다 에리나(일본어: 小田 えりな, 1997년 4월 25일 ~ )는 일본의 아이돌이며, 여성 아이돌 그룹 전 AKB48의 멤버이다.
가나가와현 출신. YKAgent 소속.

## 내력
2014년 
- 4월 3일, 프로젝트 발표회에서 팀8 멤버로서 첫 피로했다.
- 8월 5일, 팀8 「PARTYが始まるよ」공연으로 극장 공연에 데뷔했다.

 2017년 
- 5월 31일의 발매의 AKB48 48th 싱글 「願いごとの持ち腐れ」에 첫 선발 멤버로 들어가게 된다.
- 12월 8일, AKB48 극장에서 열린 〈AKB48 12주년 특별 기념 공연〉에서 팀K의 겸임이 발표되었다.

 2020년 
- 10월 30일, SHOWROOM 특별 착신에서 동년 11월 1일부터 연예 사무소 「센트럴 주식회사」에 소속되는 것을 발표.

 2024년 
- 4월 23일, AKB48 극장에서 행해진 졸업 공연을 기해 AKB48를 졸업.

## AKB48에서의 참가곡

### 싱글 CD 선발곡
- 〈心のプラカード 마음의 플래카드〉에 수록
  - 47の素敵な街へ / 47의 멋진 거리에 - 팀8 명의
- 〈望的リフレイン 희망적 리프레인〉에 수록
  - 制服の羽根 / 제복의 날개 - 팀8 명의
- 〈Green Flash〉에 수록
  - 挨拶から始めよう / 인사부터 시작하자 - 팀8 명의
- 〈唇にBe My Baby 입술에 Be My Baby〉에 수록
  - あまのじゃくバッタ / 심술꾸러기 메뚜기 - Team 8 명의
- 〈翼はいらない 날개는 필요 없어〉에 수록
  - 夢へのルート / 꿈으로의 길 - Team 8 명의
- 〈ハイテンション 하이텐션〉에 수록
  - ハッピーエンド / 해피 엔드 - 레낫치즈 명의
  - 星空を君に / 밤하늘을 너에게 - Team 8 East 명의
- 願いごとの持ち腐れ / 소원을 간직할 뿐

### 앨범 CD 수록곡
- 《ここがロドスだ、ここで跳べ! 여기가 로도스다, 여기서 뛰어라!》에 수록
  - Birth
  - へなちょこサポート / 풋내기 서포트 - 팀8 명의
- 《0と1の間 0과 1 사이》에 수록
  - 一生の間に何人と出逢えるのだろう / 평생 몇 명이나 사람을 만나는 걸까 - 팀8 명의
- 《サムネイル 섬네일》에 수록
  - だから君が好きなのか / 그러니까 너를 좋아해

## 출연

### TV 프로그램
- AKBINGO! (부정기 출연, 닛폰 TV)
- AKB48의 너, 누구? (부정기 출연, NOTTV)
- AKB48 SHOW! (부정기 출연, BS 프리미엄)
- PRODUCE 48 (2018년 6월 15일 ~ 2018년 8월 31일, Mnet)